# Эви Скотт
Эви Скотт (англ. Avy Scott, род. 2 ноября 1981, Тампа, Флорида) — американская порноактриса, режиссёр и модель.

## Ранняя жизнь и карьера
Эйви Скотт выросла в Тампе. В колледже она специализировалась на экономике и психологии. Начала работать как Эротический видеочатвеб-модель, 23 ноября 2001 года бросила колледж и по предложению своего менеджера Роя Гарсиа начала работать в порноиндустрии. Её первым фильмом был «Клуб четырех пальцев № 20». С тех пор она снялась более чем в 220 фильмах (включая «Принуждение» и «Гонка») и сняла четыре фильма как режиссёр. Она работала в таких компаниях Private, New Sensations, Sin City, Wicked Pictures и Digital Playground.
После начала своей порно карьеры переехала из Тампы в Лос-Анджелес. После того, как в 2004 году в Порн-Вэлли началась эпидемия СПИДа, она временно прекратила съёмки из-за опасений за свое здоровье, вернулась в Тампу, а затем девять месяцев жила в Майами. Вернувшись на работу, она настояла на том, чтобы снимать гетеросексуальные сцены только с презервативом, несмотря на более низкую оплату. В 2005 году она сыграла роль Коры в эротическом триллере «Lust Connection».

## Интересные факты
- Белладонна сказала об Эви, что она самая лучшая в куннилингусе[4].

## Награды и номинации
| Год  | Церемония        | Результат | Номинация                                                                                             | Работа                             |
| ---- | ---------------- | --------- | --- | ---------------------------------- |
| 2003 | AVN Award        | Номинация | Лучшая новая старлетка                                                                                | н/д                                |
| 2003 | AVN Award        | Номинация | Лучшая сцена группового секса — видео (вместе с Санрайз Адамс, Вайолет Блу, Диллоном и Рэнди Спирсом) | Heroin                             |
| 2003 | XRCO Award       | Номинация | Старлетка года                                                                                        | н/д                                |
| 2003 | XRCO Award       | Номинация | Групповая сцена (вместе с Санрайз Адамс, Вайолет Блу, Диллоном и Рэнди Спирсом)                       | Heroin                             |
| 2004 | AVN Award        | Номинация | Лучшая сцена орального секса — фильм (вместе с Авой Винсент и Куртом Локвудом)                        | Compulsion                         |
| 2004 | AVN Award        | Номинация | Best Sex Scene Coupling — Film (вместе со Стивеном Сент-Круа)                                         | Heaven                             |
| 2004 | NightMoves Award | Победа    | Лучшая новая старлетка (выбор фанатов)                                                                | н/д                                |
| 2010 | AVN Award        | Номинация | Best All-Girl Group Sex Scene (вместе с Nicole Moore, Бобби Старр, Эйден Старр и KC Kelly)            | Lesbian Hospital 2: Her First Exam |
| 2010 | XRCO Award       | Номинация | Best Cumback                                                                                          | н/д                                |
| 2011 | AVN Award        | Номинация | Best All-Girl Three-Way Sex Scene (вместе с Ashlyn Rae и Джорджией Джонс)                             | Pin-Up Girls 4                     |